# روابط ارمنستان و کرواسی
روابط دوجانبه بین ارمنستان و کرواسی وجود دارد. روابط دیپلماتیک بین کشورها در ۸ ژوئیه ۱۹۹۶ برقرار شد. ارمنستان در کرواسی توسط سفارت خود در رم، ایتالیا نمایندگی دارد، در حالی که کرواسی در ارمنستان با سفارت خود در آتن، یونان نمایندگی دارد. در سال ۲۰۱۱، هر دو کشور کنسولگری‌های افتخاری ایجاد کردند که ارمنستان مقیم زاگرب است، در حالی که کرواسی در ایروان، پایتخت کشورهای مربوطه اقامت دارد.